# Lymari Nadal

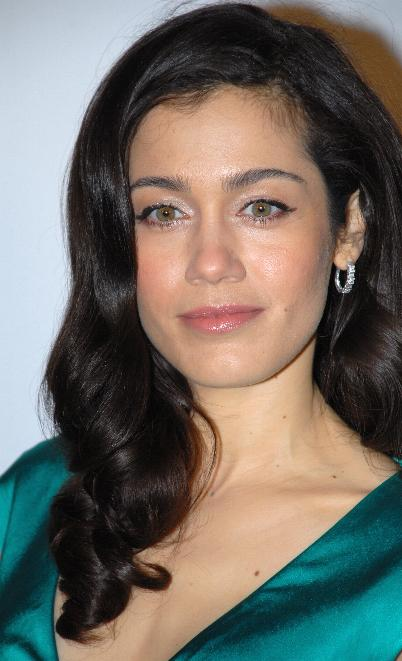
Lymari Nadal bei der Verleihung der Breakthrough Awards des Hollywood Life Magazines im Dezember 2007

Lymari Nadal (* 11. Februar 1978 in Ponce) ist eine puerto-ricanische Schauspielerin.

## Leben
Nadal besuchte das katholische, päpstliche College in Puerto Rico. Anschließend arbeitete sie an einem Theater in San Juan. 2001 zog sie nach Los Angeles und besuchte dort eine Schauspielschule.
Mit der Rolle der Eva in Ridley Scotts American Gangster gab sie 2007 ihr Kinodebüt.
Sie ist seit 2002 mit dem Schauspieler Edward James Olmos verheiratet.

## Filmografie (Auswahl)
- 2003: Battlestar Galactica
- 2007: American Gangster
- 2009: Battlestar Galactica: The Plan
- 2010: CSI: NY